# Матео Кассьєрра
Матео Кассьєрра (ісп. Mateo Cassierra; 13 квітня 1997, Барбакоас, Колумбія) — колумбійський футболіст, нападник російського клубу «Зеніт».

## Клубна кар'єра
У 2015 році був запрошений в основний склад колумбійського клубу «Депортіво Калі». 29 березня 2015 дебютував в колумбійському чемпіонаті, вийшовши на заміну на 86-ій хвилині замість Харольда Прейсіадо в поєдинку проти «Депортіво Пасто».
17 червня 2016 року Кассьєрра підписав професійний контракт терміном на п'ять років з нідерландським «Аяксом».
Вартість трансферу склала 5,5 млн доларів.
Кассьєра став другим колумбійським гравцем після Даніеля Круса, який виступав за голландський клуб. Протягом наступних двох сезонів регулярно грав за команду дублерів «Йонг Аякс», в якій був найкращим бомбардиром, проте до матчів основної команди залучався нерегулярно.
У червні 2018 року перейшов на умовах оренди на один сезон до «Гронінгена». Однак повернувся лише через півсезону і у січні 2019 року теж на правах оренди приєднався до аргентинського «Расінга» (Авельянеда), за який зіграв лише дві гри у кубку країни.
2 вересня 2019 року Кассьєрра підписав трирічний контракт із португальським клубом «Белененсеш САД».
26 серпня 2021 року перейшов до російського клубу «Сочі», підписавши контракт на два сезони.

## Досягнення

### Командні
«Депортіво Калі»
- Чемпіон Колумбії: Апертура 2015

 «Йонг Аякс»
- Переможець Першого дивізіону Нідерландів: 2017/18

 «Сочи»
- Срібний призер чемпіонату Росії: 2021/22

 «Зеніт»
- Чемпіон Росії: 2022-23, 2023-24
- Володар Кубка Росії: 2023-24
- Володар Суперкубка Росії: 2022, 2023, 2024

### Особисті
- Найкращий бомбардир чемпіонату Росії: 2023/24 (21 м'яч)